# Kodeks 065
Kodeks 065 (Gregory-Aland no. 065) – grecki kodeks uncjalny Nowego Testamentu, paleograficznie datowany na VI wiek. Kodeks stanowiony jest dziś przez 3 pergaminowe karty (29 na 23 cm), z tekstem Ewangelii Jana 11,50-12,9; 15,12-16,2; 19,11-24. Tekst pisany jest w dwóch kolumnach na stronę, 29 linijek w kolumnie.
Obecnie przechowywany jest w Rosyjskiej Bibliotece Narodowej (Gr. 6 I), w Petersburgu. Jest palimpsestem, górny tekst przekazuje kalendarz gruziński.
Grecki tekst kodeksu przekazuje tekst bizantyjski. Kurt Aland zaklasyfikował go do kategorii V.